# Primera División (Chile) 2015/16 Apertura
Die Apertura der Primera División 2015, auch unter dem Namen Campeonato Nacional Apertura Scotiabank 2015 bekannt, war die 97. Spielzeit der Primera División, der höchsten Spielklasse im Fußball in Chile. Die Saison begann am 25. Juli und endete am 11. Januar.
Die Saison wurde wie bereits in den Vorjahren in zwei eigenständige Halbjahresmeisterschaften, der Apertura und Clausura, unterteilt. Durch die Transición 2013 wurde der Rhythmus vom Kalenderjahr auf den europäischen Modus angepasst. Zur Saison 2015/16 wurde die Anzahl der Mannschaften von 18 auf 16 reduziert.
Die Meisterschaft gewann das Team von CSD Colo-Colo. Für den Rekordmeister war es der 31. Meisterschaftstitel der Vereinsgeschichte, der sich damit gleichzeitig für die Copa Libertadores 2016 qualifizierte. Als Sieger der Copa Chile qualifizierte sich zudem Universidad de Chile für den international bedeutsamsten Wettbewerb Südamerikas.
Für die Copa Sudamericana 2016 qualifizierte sich der Tabellenzweite CD Universidad Católica. Die Absteiger werden anhand der Gesamttabelle am Ende der Clausura ermittelt.

## Modus
Die 16 Teams spielen einmalig jeder gegen jeden. Meister ist das Team mit den meisten Punkten. Bei Punktgleichstand gibt es ein Entscheidungsspiel.
Für die Copa Libertadores qualifizieren sich der Meister sowie der Pokalsieger.
Für die Copa Sudamericana qualifiziert sich der Gewinner der Pre-Liguilla Copa Sudamericana, an der die noch nicht international qualifizierten Teams auf den weiteren Plätzen in Halbfinale und Finale den weiteren Startplatz ausspielen. Die Absteiger werden anhand der Gesamttabelle am Ende der Clausura ermittelt.

## Teilnehmer
Die Absteiger der Vorsaison AC Barnechea, CD Cobreloa und Deportivo Ñublense wurden durch den Aufsteiger aus der Primera B CD San Luis de Quillota ersetzt. Die Anzahl der Teams wurde auf 16 reduziert. Folgende Vereine nahmen daher an der Meisterschaft 2015/16 teil:
| Mannschaft                | Stadt             | Stadion                                      | Kapazität |
| ------------------------- | ----------------- | -------------------------------------------- | --------- |
| Deportes Antofagasta      | Antofagasta       | Estadio Regional de Antofagasta              | 26.339    |
| Audax Italiano            | Santiago de Chile | Estadio Bicentenario Municipal de La Florida | 12.000    |
| CD Cobresal               | El Salvador       | Estadio El Cobre                             | 20.752    |
| CSD Colo-Colo             | Santiago de Chile | Estadio Monumental                           | 45.000    |
| CD Huachipato             | Talcahuano        | Estadio CAP                                  | 10.500    |
| CD O’Higgins              | Rancagua          | Estadio El Teniente                          | 15.450    |
| CD Palestino              | Santiago de Chile | Estadio Municipal de La Cisterna             | 08.000    |
| Deportes Iquique          | Iquique           | Estadio Tierra de Campeones                  | 12.000    |
| San Marcos de Arica       | Arica             | Estadio Carlos Dittborn                      | 09.746    |
| San Luis de Quillota      | Quillota          | Estadio Municipal Lucio Fariña Fernández     | 07.500    |
| Santiago Wanderers        | Valparaíso        | Estadio Elías Figueroa Brander               | 18.500    |
| Universidad Católica      | Santiago de Chile | Estadio San Carlos de Apoquindo              | 13.000    |
| Universidad de Chile      | Santiago de Chile | Estadio Nacional de Chile                    | 49.000    |
| Universidad de Concepción | Concepción        | Estadio Municipal de Concepción              | 29.000    |
| Unión Española            | Santiago de Chile | Estadio Santa Laura                          | 19.000    |
| Unión La Calera           | La Calera         | Estadio Municipal Nicolás Chahuán Nazar      | 10.000    |

## Ligaphase
| Pl.                                    | Verein                      | Sp. | S  | U | N  | Tore    | Diff. | Punkte |
| -------------------------------------- | --------------------------- | --- | -- | - | -- | ------- | ----- | ------ |
| 1.                                     | CSD Colo-Colo               | 15  | 11 | 0 | 4  | 024:140 | +10   | 33     |
| 2.                                     | Universidad Católica        | 15  | 10 | 2 | 3  | 033:150 | +18   | 32     |
| 3.                                     | Universidad de Concepción   | 15  | 9  | 1 | 5  | 029:190 | +10   | 28     |
| 4.                                     | CD Palestino                | 15  | 8  | 4 | 3  | 023:170 | +6    | 28     |
| 5.                                     | Audax Italiano              | 15  | 7  | 5 | 3  | 022:190 | +3    | 26     |
| 6.                                     | Unión Española              | 15  | 7  | 3 | 5  | 030:200 | +10   | 24     |
| 7.                                     | CD O’Higgins                | 15  | 7  | 2 | 6  | 023:230 | ±0    | 23     |
| 8.                                     | CD Santiago Wanderers       | 15  | 5  | 5 | 5  | 020:190 | +1    | 20     |
| 9.                                     | CD Cobresal (M)             | 15  | 6  | 0 | 9  | 023:280 | −5    | 18     |
| 10.                                    | CD San Marcos de Arica      | 15  | 5  | 2 | 8  | 018:200 | −2    | 17     |
| 11.                                    | Universidad de Chile        | 15  | 4  | 5 | 6  | 024:300 | −6    | 17     |
| 12.                                    | CD Huachipato               | 15  | 4  | 4 | 7  | 016:210 | −5    | 16     |
| 13.                                    | Deportes Iquique            | 15  | 4  | 4 | 7  | 020:280 | −8    | 16     |
| 14.                                    | Unión La Calera             | 15  | 4  | 3 | 8  | 013:270 | −14   | 15     |
| 15.                                    | CD San Luis de Quillota (N) | 15  | 4  | 1 | 10 | 018:240 | −6    | 13     |
| 16.                                    | Deportes Antofagasta        | 15  | 2  | 5 | 8  | 011:230 | −12   | 11     |
| Quelle: www.rsssf.org, Stand: Endstand |                             |     |    |   |    |         |       |        |

| (M) | Vorjahresmeister |
| (N) | Aufsteiger       |

## Beste Torschützen
| Rang | Spieler              | Klub                    | Tore |
| ---- | -------------------- | ----------------------- | ---- |
| 1    | Marcos Riquelme      | CD Palestino            | 11   |
| 2    | Pablo Calandria      | CD O’Higgins            | 9    |
|      | Carlos Salom         | Unión Española          | 9    |
| 4    | Ronnie Fernández     | CD Santiago Wanderers   | 7    |
|      | Esteban Paredes      | CSD Colo-Colo           | 7    |
| 6    | Ever Cantero         | CD Cobresal             | 6    |
|      | César Cortés         | CD Palestino            | 6    |
|      | Carlos Escobar Ortiz | CD San Luis de Quillota | 6    |
|      | Gastón Lezcano       | CD O’Higgins            | 6    |
|      | Felipe Mora          | Audax Italiano          | 6    |

## Pre-Liguilla Copa Sudamericana

### Halbfinale
|                | Gesamt |                              | Hinspiel | Rückspiel |
| -------------- | ------ | ---------------------------- | -------- | --------- |
| Audax Italiano | 2:3    | CD Universidad Católica      | 2:1      | 0:2       |
| CD Palestino   | 3:1    | CD Universidad de Concepción | 2:1      | 1:0       |

### Finale
Das Hinspiel fand am 17. Dezember, das Rückspiel am 20. Dezember statt.
|              | Gesamt |                         | Hinspiel | Rückspiel |
| ------------ | ------ | ----------------------- | -------- | --------- |
| CD Palestino | 2:5    | CD Universidad Católica | 2:1      | 1:4       |

Mit dem Erfolg qualifiziert sich Universidad Católica für die Copa Sudamericana 2016.